# Acalanes Ridge
Acalanes Ridge es un lugar designado por el censo ubicado en el condado de Contra Costa en el estado estadounidense de California. En el año 2010 tenía una población de 1,137 habitantes.

## Geografía
Acalanes Ridge se encuentra ubicado en las coordenadas 37°54′17″N 122°4′43″O / 37.90472, -122.07861.